# Orden del Imperio
La Orden del Imperio, conocida hasta 1951 como la Orden del Imperio Colonial, fue una orden nacional portuguesa honorífica creada el 13 de abril de 1932 y extinguida después del 25 de abril de 1974. Su objetivo era homenajear a quienes habían prestado distinguidos servicios, al servicio del gobierno, la administración y la diplomacia, en la colonización de ultramar; o servicios en la Marina Mercante, transporte aéreo y otros, a favor del territorio portugués Aunque extinta, los galardonados de esta orden aún conservan el derecho a usar sus respectivas insignias.

## Organización
La Orden constaba de cinco grados:
- Gran Cruz (GCIC/GCI)
- Gran Oficial (GOIC/GOI)
- Comandante (ComIC/ComI)
- Oficial (ICO/IO)
- Caballero (CvIC/CvI) / Reina (DmIC/DmI)Al igual que otras órdenes portuguesas, el grado de Miembro Honorario (MHIC/MHI) podría otorgarse a instituciones y localidades.

## Insignias

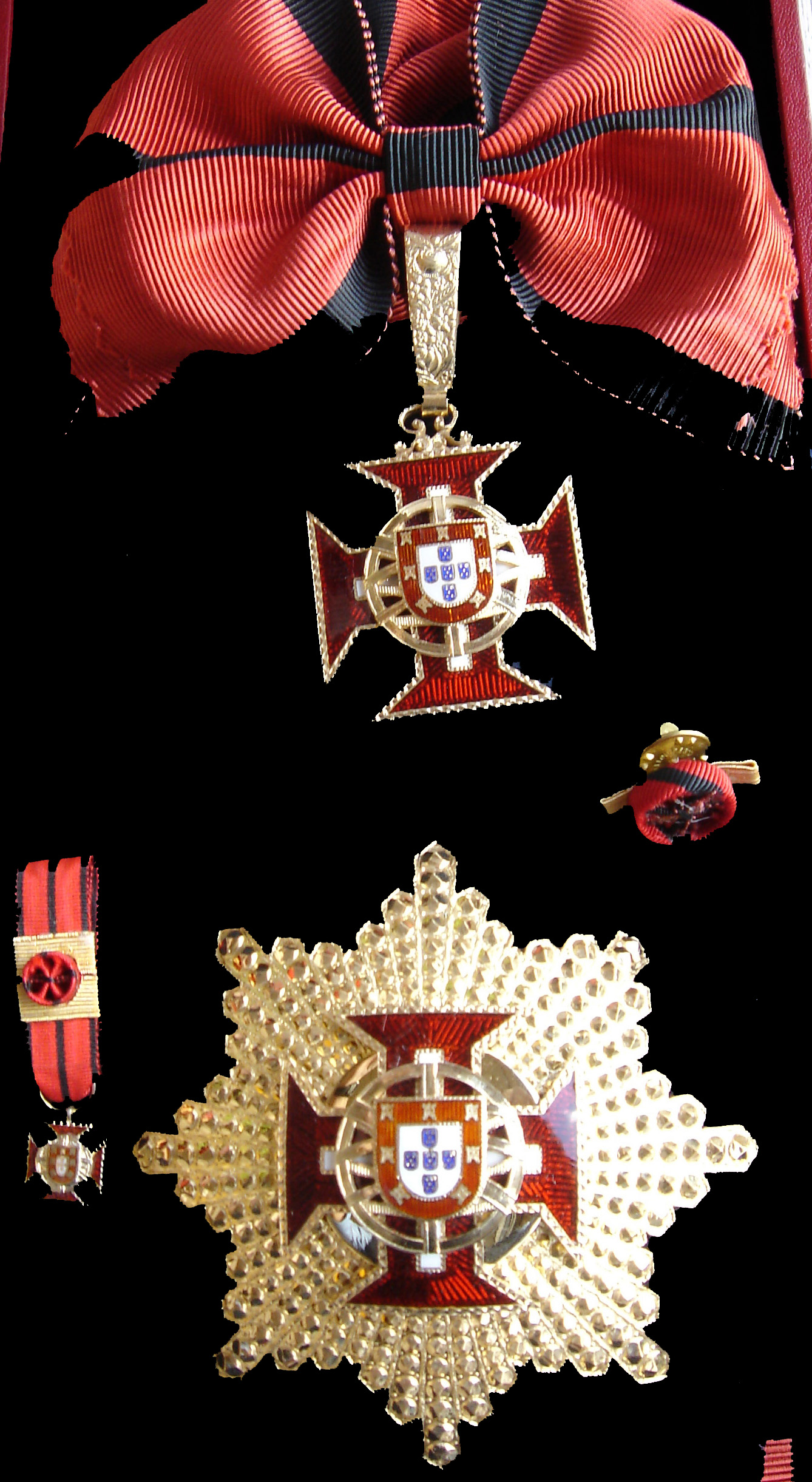
Insignias de la Gran Cruz.

La Orden del Imperio tenía como insignias la insignia, la banda, la cinta, la placa y la medalla. La Orden también tuvo como insignias la miniatura y el rosetón.

### Distintivo
El distintivo de la Orden era una Cruz de Cristo, con esfera armilar y el escudo nacional. La cruz estaba suspendida de una cinta roja, perfilada en negro, con una franja negra en el medio.

### Junta
La placa de la Orden, con el escudo en el centro, era de oro para los grados de Gran Cruz y Gran Oficial y de plata para el de Comendador.

### Cinta
La insignia estaba suspendida de una cinta de seda roja, perfilada en negro, con una franja negra en el medio.